# Merlin Schütte
Merlin Schütte (Rheine, 10 mei 1996) is een Duits betaald voetballer die bij voorkeur als vleugelspeler speelt. 

## Clubcarrière
Op 11 mei 2012 tekende Schütte een opleidingscontract bij FC Twente. Hij begon als eerstejaars D-speler bij de Enschedeërs.
Schütte debuteerde op 18 april 2014 voor Jong Twente in de Eerste divisie tegen Helmond Sport.  Hij startte in de basiself en werd na 70 minuten vervangen door Kris Fillinger. Jong Twente verloor de uitwedstrijd met 5-1. Hij verlengde in januari 2015 zijn contract bij de club tot medio 2016, met een optie voor nog een seizoen.
Tussen 2016 en 2018 speelde hij voor SuS Neuenkirchen. Medio 2018 ging hij naar SC Spelle-Venhaus.

## Statistieken
| Seizoen         | Club            |                    | Competitie          | Competitie | Competitie | Beker | Beker | Internationaal | Internationaal | Totaal | Totaal |
| Seizoen         | Club            | Wed.               | Competitie          | Dlp.       | Wed.       | Dlp.  | Wed.  | Dlp.           | Wed.           | Dlp.   |        |
| --------------- | --------------- | ------------------ | ------------------- | ---------- | ---------- | ----- | ----- | -------------- | -------------- | ------ | ------ |
| 2013/14         | Jong Twente     | Vlag van Nederland | Eerste divisie      | 1          | 0          | 0     | 0     | -              | -              | 1      | 0      |
| 2014/15         | Jong Twente     | Vlag van Nederland | Eerste divisie      | 34         | 5          | 0     | 0     | -              | -              | 34     | 5      |
| 2015/16         | Jong Twente     | Vlag van Nederland | Beloften Eredivisie | 15         | 5          | 0     | 0     | -              | -              | 15     | 5      |
| Club totaal     | Club totaal     | Club totaal        | Club totaal         | 50         | 10         | 0     | 0     | 0              | 0              | 50     | 10     |
| Carrière totaal | Carrière totaal | Carrière totaal    | Carrière totaal     | 50         | 10         | 0     | 0     | 0              | 0              | 50     | 10     |

Bijgewerkt t/m 6 juni 2016